# Woody McBride
Woody McBride (* 1967 in Bismarck, North Dakota) ist ein US-amerikanischer Musiker, Produzent und DJ aus dem Techno- und Acid-Techno-Bereich. Er veröffentlicht unter seinem bürgerlichen Namen und zahlreichen Pseudonymen wie 4D, Bird Man, DJ ESP, Earthworm, Pleasure oder Voltage 9.

## Leben
McBride kam 1988 zum Studium nach Minneapolis, wo er zunächst in der House-Szene Fuß fasste und Kevin Cole, den Gründer des Labels House Nation, als Mentor gewann. McBride war dann in dessen Vorprogramm als DJ tätig und gestaltete auch dessen Flyer. Nach kurzer Zeit wandte er sich jedoch von Cole und der etablierten Clubszene ab und der im Entstehen begriffenen Techno-Szene zu, die sich damals noch abseits der kommerziellen Clubs abspielte. Er war früh auch als Promoter und Veranstalter tätig. Als DJ nannte er sich DJ ESP, inspiriert von dem 1990 erschienenen Track ESP des House-Projekts Deee-Lite, trat bald jedoch auch unter seinem eigentlichen Namen in Erscheinung, um sein über reines DJing hinausgehendes Tätigkeitsspektrum auszudrücken. Ab den frühen 1990er Jahren erschienen eigene Veröffentlichungen. 1993 gründete er das Label Communique Music mit Sitz in Lindstrom, Minnesota, auf dem er anfangs zunächst seine eigene Musik, später aber auch Stücke anderer Künstler veröffentlichte. Vor allem seine später mehrfach neu aufgelegte Maxi-Veröffentlichung Basketball Heroes von 1996 begründete den bedeutenden Ruf des Labels, das sich bald in mehrere Sub-Labels aufspaltete.
2003 betrieb McBride bereits elf Labels mit zusammen über 160 Veröffentlichungen. Seine eigenen Veröffentlichungen erschienen u. a. auch auf den Labels White Noise (von Dave Clarke), Ovum (von Josh Wink), Bush (von Eric Powell), Synewave (von Damon Wild) und Skint (von Fatboy Slim). Sein Gesamtwerk umfasste Stand 2013 über 50 Maxisingles und EPs sowie diverse Alben. Titel von Woody McBride finden sich auf insgesamt rund 50 Compilations, außerdem wurden mehrere Dutzend seiner Remixes von Titeln anderer Künstler veröffentlicht. Er hat bereits auf so gut wie allen bedeutenden Techno-Festivals wie Mayday oder Nature One aufgelegt. In den Jahren nach 2008 hat er sich weitgehend aus der Öffentlichkeit zurückgezogen, um sich seiner Familie mit zwei Söhnen zu widmen, seit 2011 tritt er wieder verstärkt in Erscheinung.

## Veröffentlichungen (Auswahl)
Alben
- 1994: 4D – asclepias (Labworks Germany)
- 1995: 4D – Pure Ideas (Labworks UK)
- 2005: Woody McBride – I Am Psychic You Know... (Bush)

Singles und EPs
- 1993: 4D – Crying Is Devine (Labworks Germany)
- 1993: 4D – Hidden (Labworks Germany)
- 1993: 4D – Miss A Waterfall (Labworks Germany)
- 1993: Pleasure – We Are Not Saved (Labworks Germany)
- 1993: The Earthworm – Natural Glow (EXperimental)
- 1993: Woody McBride – Interference EP (Drop Bass Network 001)
- 1994: Woody McBride – Rattlesnake (Magnetic North 011)
- 1994: Woody McBride – Tape (Communique 001)
- 1994: DJ ESP – Transporter (Generator 009)
- 1994: Voltage 9 – Candema (Synewave 007)
- 1995: Damon Wild & Woody McBride – Life in the Slow Lane (Head in the clouds 002)
- 1993: 4D – Two Lives (Labworks Germany)
- 1996: Woody McBride – Basketball Heroes (Communique 020)
- 1999: DJ ESP – Lost in the Desert (Bush 1064)
- 2001: Woody McBride – Big Acid (Mintek 001)
- 2004: DJ ESP – Kill your Television (A3C0I3D Tracks 024)
- 2007: DJ ESP – Naib Of The Seitch (Drumworks 009)
- 2011: Woody McBride – Guten Timen (Full Flavor 013)
- 2012: Woody McBride – Gimme The Acid (Full Flavor 018)
- 2014: WMB / 4D – When Good Times Turn Sour (Forced Nostalgia)
- 2016: Woody McBride vs. Tim Taylor – Clone Dancer (Missile Records 70)